# تسلیحات ترکیبی

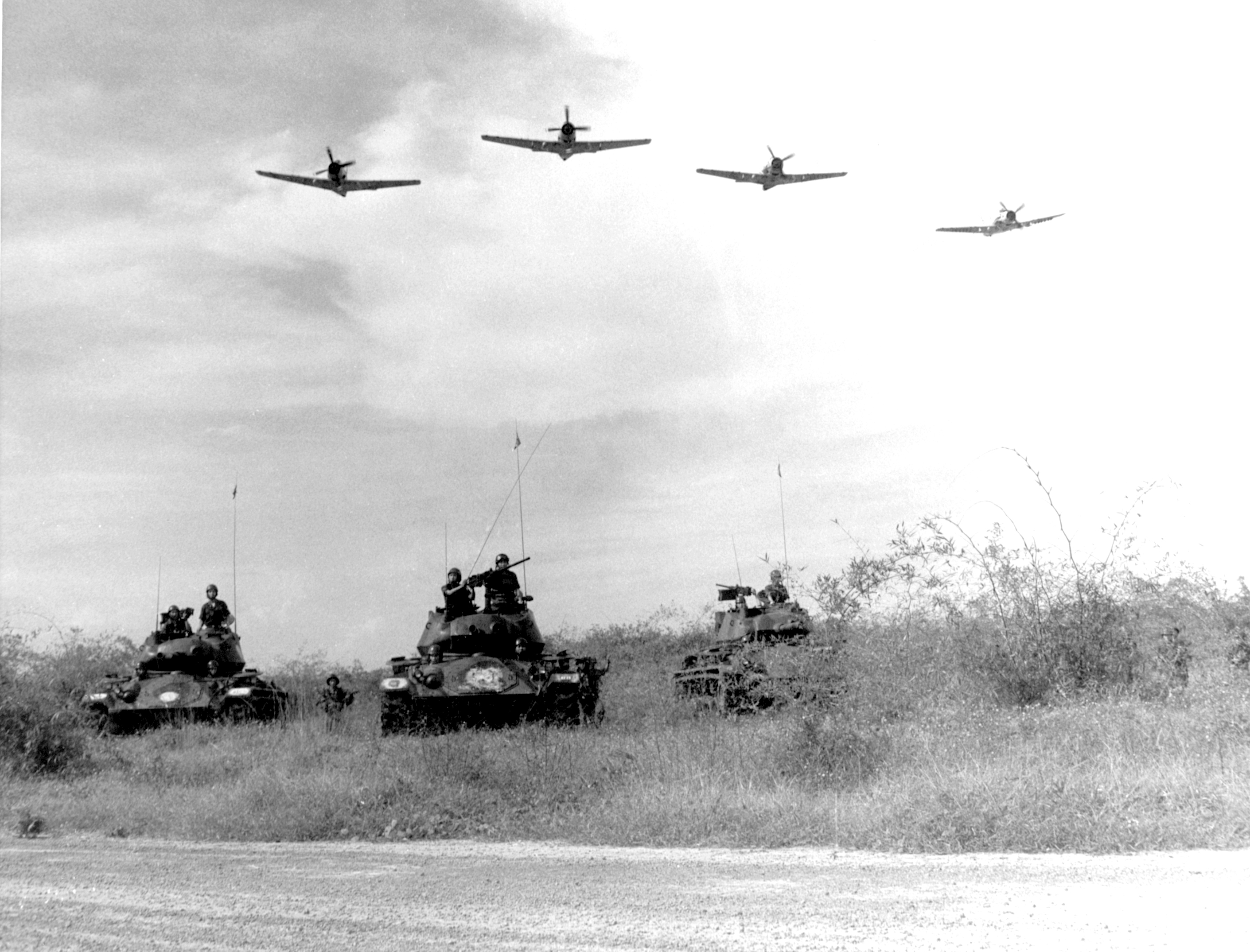
گونه‌ای از عملکرد بازوی ترکیبی در جنگ ویتنام، استفاده ترکیبی از هواپیماها، پیاده‌نظام و وسایل نقلیه زرهی

بازوی ترکیبی (انگلیسی: Combined arms) یا بازوهای ترکیبی یا تسلیحات ترکیبی، رویکردی برای جنگ است که به دنبال ادغام بازوهای مختلف رزمی یک نیروی نظامی برای دستیابی به اثرات مکمل متقابل می‌باشد. به عنوان مثال، استفاده از پیاده‌نظام و نیروی زرهی در یک محیط شهری، جایی که یکی از دیگری پشتیبانی می‌کند، یا هر دو از یکدیگر پشتیبانی می‌کنند. بازوهای ترکیبی در هنگام نبرد، اغلب به‌طور همزمان و متوالی، با دو یا چند یگان با تسلیحات مختلف به دشمن ضربه می‌زنند، به گونه‌ای که اقداماتی که دشمن برای دفاع از خود در مقابل یکی از بازوها باید انجام دهد، او را در برابر دیگری آسیب‌پذیرتر می‌کند.